# Ligne A du métro de Rome
Pour les articles homonymes, voir Ligne A.
La ligne A du métro de Rome est l'une des trois lignes qui composent le réseau de métro de la capitale italienne. Longue de 18,4 kilomètres, elle dessert 27 stations entre Battistini au nord-ouest et Anagnina au sud-est. 
Inaugurée en février 1980 d'Anagnina à Ottaviano, puis prolongée en 1999 et 2000 vers Battistini, la ligne est chronologiquement la deuxième du métro romain à avoir été mise en service. Une partie de l'actuelle ligne B avait en effet été inaugurée dès 1955 sous la forme d'un train de banlieue, même si la ligne A reste considérée comme la première ligne de métro urbain. Sa construction s'est révélée particulièrement ardue en raison des nombreuses trouvailles archéologiques le long du tracé.
Transportant quotidiennement un million de personnes, elle dessert des zones touristiques de premier plan (cité du Vatican, Saint-Jean-de-Latran, la Piazza di Spagna), ainsi que des banlieues populaires. Elle est en correspondance avec la ligne B à la gare de Rome-Termini et avec la ligne C à la station San Giovanni. Le parcours est intégralement souterrain à l'exception du franchissement du Tibre entre les stations Flaminio et Lepanto.

## Histoire
La décision de construire une seconde ligne de métro à Rome fut prise en 1959, de manière à joindre le quartier du Prati à l'est de la ville, tout en traversant le centre-ville de Rome et en croisant la ligne déjà existante (ligne B) à la gare ferroviaire de Termini. Le financement du premier tronçon de la ligne, environ 14,5 km, 22 stations, Osteria del Curato - Termini - Piazza Risorgimento, a alors été assuré par la loi du 24 décembre 1959. 
Les travaux de la ligne, qui emprunte le parcours de la via Appia Nuova puis de la via Tuscolana à partir de la station Porta Furba, furent entrepris en 1964 et commencèrent par le quartier Tuscolano. La société Sacop était chargée du chantier du tronçon Osteria del Curato - Termini, soit 10,5 km. En 1967 le tronçon  Termini - Piazza Risorgimento a été attribué à la société Metroroma. 
Les plans d'exécution furent confiées par la ville de Rome un concessionnaire, Intermetro, qui regroupaient les principales entreprises du secteur, qui n'exécutait pas directement les travaux mais les organisait et veillait à leur bon fonctionnement contre dédommagement.L'organisation, assez mauvaise, entrainera une série de retards. La méthode initiale, l'excavation à ciel ouvert, provoquait par exemple d'immenses problèmes de circulation. Les travaux furent donc interrompus cinq ans avant de reprendre, cette fois en utilisant une méthode d'excavation « à la taupe ». L'inauguration du premier tronçon de la ligne eut finalement lieu en 1980, soit 16 après le début des travaux, en deux étapes :en février de Ottaviano à Cinecittà et en juin de Cinecittà à Anagnina.
En mai 1999, une première extension de Ottaviano à Valle Aurelia (2 km, 2 stations) fut inaugurée et en janvier 2000 une seconde de Valle Aurelia à Battistini (2,5 km, 3 stations).

## Stations

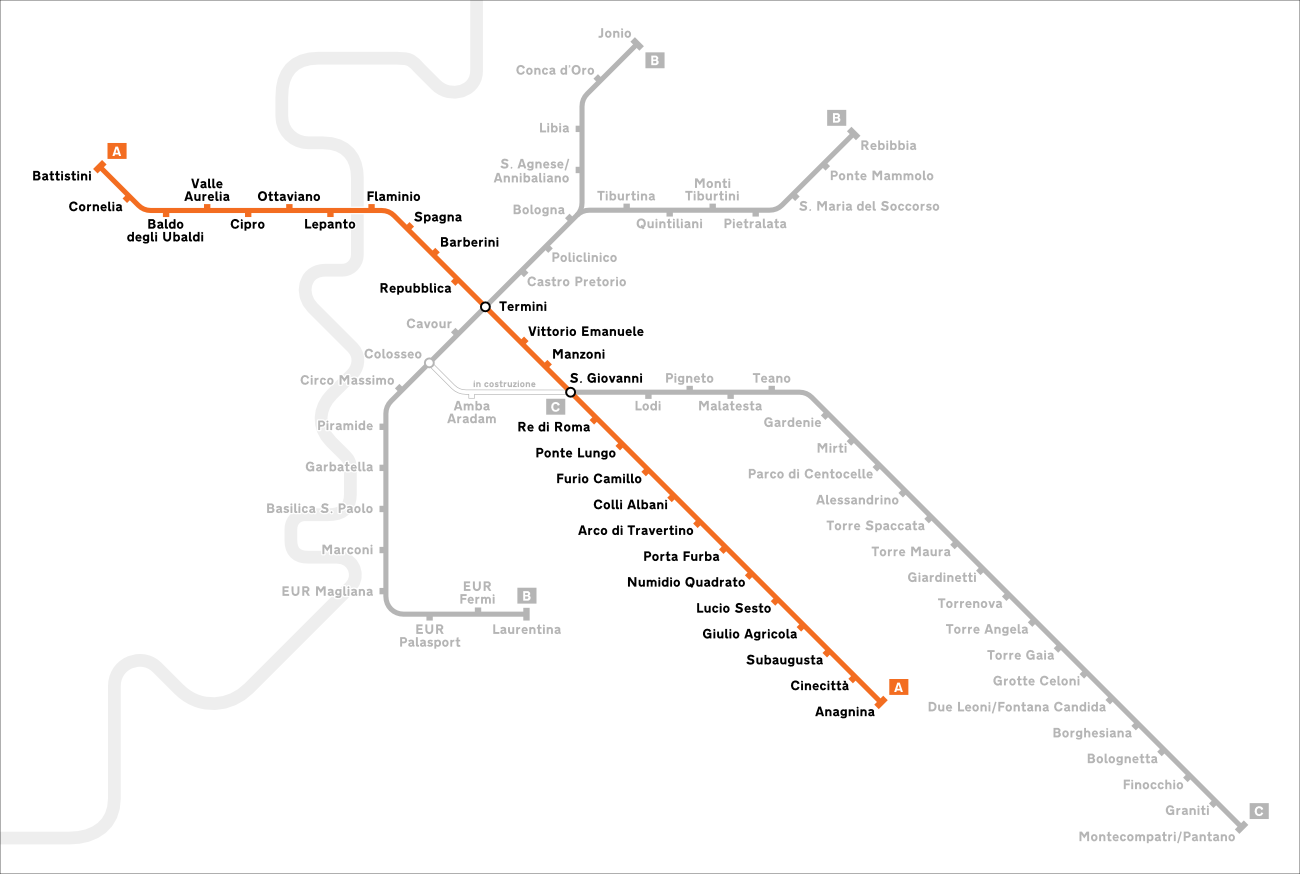
Plan de la ligne A

| Battistini                            | Accessibilité aux personnes handicapées · Stationnement |                                                 |
| Cornelia                              | COTRAL                                                  |                                                 |
| Baldo degli Ubaldi                    | Accessibilité aux personnes handicapées                 |                                                 |
| Valle Aurelia                         | Accessibilité aux personnes handicapées · Stationnement | (S3)                                            |
| Cipro                                 | Accessibilité aux personnes handicapées · Stationnement |                                                 |
| Ottaviano San Pietro - Musei Vaticani |                                                         |                                                 |
| Lepanto                               |                                                         |                                                 |
| Flaminio Piazza del Popolo            |                                                         | Ligne ferroviaire Rome-Civitacastellana-Viterbe |
| Spagna                                | Stationnement                                           |                                                 |
| Barberini - Fontana di Trevi          |                                                         |                                                 |
| Repubblica - Teatro dell'Opera        |                                                         |                                                 |
| Termini                               | COTRAL                                                  | (MB) · (S4) · (S5) · (S6) · (S7) · (S8)         |
| Vittorio Emanuele                     |                                                         |                                                 |
| Manzoni - Museo della Liberazione     | Accessibilité aux personnes handicapées                 |                                                 |
| San Giovanni                          |                                                         | (MC)                                            |
| Re di Roma                            | Accessibilité aux personnes handicapées                 |                                                 |
| Ponte Lungo                           | Accessibilité aux personnes handicapées · Stationnement | (S1) · (S3) · (S5)                              |
| Furio Camillo                         | Accessibilité aux personnes handicapées                 |                                                 |
| Colli Albani - Parco Appia Antica     |                                                         |                                                 |
| Arco di Travertino                    | Stationnement                                           |                                                 |
| Porta Furba - Quadraro                |                                                         |                                                 |
| Numidio Quadrato                      |                                                         |                                                 |
| Lucio Sestio                          |                                                         |                                                 |
| Giulio Agricola                       |                                                         |                                                 |
| Subaugusta                            | Accessibilité aux personnes handicapées                 |                                                 |
| Cinecittà                             | Accessibilité aux personnes handicapées · Stationnement |                                                 |
| Anagnina                              | COTRAL                                                  |                                                 |

## Équipements de la ligne

### Matériel roulant
Les trains de la ligne A sont alimentés en courant de traction sous 1.500 Vcc. Ils roulent sur des voies à écartement standard 1.435 mm.
La ligne était desservie par 190 véhicules, du type MA100, en 1990. Un premier lot de 152 véhicules fut livrés en 1974 (avant l'inauguration de la ligne), un second lot de 38 véhicules en 1986. Une rame circulait toutes les 2 min 30 s aux heures de pointe, toutes les 5 min aux heures creuses et toutes les 10 min en soirée. D'autres véhicules du type MA200 seront livrés par la suite. À la fin des années 1990, la série MA200 a commencé à fonctionner sur la ligne A : c'était le premier train de métro de Rome à utiliser des moteurs asynchrones triphasés avec entraînement électronique comme système de traction. La série MA200 était sujette à des problèmes techniques et était à l'origine destinée uniquement à la ligne B avant d'être transférée à la ligne A. Tous ces véhicules furent fabriqués par la société Breda. Ils fonctionnaient tout d'abord en formation de quatre de véhicules, puis de six véhicules pour répondre à l'accroissement du trafic. 
En juin 2001, la société espagnole CAF gagna un appel d'offres lancé en novembre 1999 pour la construction de 45 trains de six véhicules, dont 33 trains de commande ferme, de conception nouvelle, les S/300 climatisés, identifiés comme MA300 par ATAC, l'opérateur du Rome Métro. En janvier 2005, les séries MA100 et MA200 ont commencé à être remplacées par les trains S/300. Pour cette raison, les séries MA100 et MA200 ont été transférées sur le chemin de fer Rome-Lido. Les trains S / 300 constituent aujourd'hui la plus grande part du matériel roulant de la ligne A. Ce sont également quelques-unes des premières voitures à présenter des annonces automatisées.

### Signalisation
Le poste de contrôle du trafic et les automatismes de protection des trains furent confiées à la société Sasib.